# Język botlichyjski
Język botlichyjski (nazwa własna буйхалъи мицIцIи) – jeden z niewielkich języków kaukaskich, używany przez Botlichów. Należy do języków andyjskich w zespole awaro-didojskim, tworzącym podgrupę wśród języków dagestańskich w grupie północno-wschodniej (nachsko-dagestańskiej) języków kaukaskich.
Językiem botlichyjskim posługuje się ludność w południowodagestańskich osiedlach Botlich (od którego wywodzi się nazwa języka) oraz Miarsu.
Według danych z 2010 r. posługuje się nim 210 osób.
Dane mówiące o liczbie osób posługujących się tym językiem różnią się w zależności od źródła. Według statystyk w 1926 roku języka tego używało ok. 3,5 tys. osób. W późniejszym czasie Botlichowie uznawani byli za odłam Awarów i tak też zapisywani podczas kolejnych spisów powszechnych.  Szacunki z roku 1990 mówiły o 5 tys. użytkowników języka, natomiast według spisu powszechnego, przeprowadzonego na terenie Federacji Rosyjskiej w 2000 roku liczba osób posługujących się tym językiem wynosiła 0. Wyniki spisu są kwestionowane m.in. przez samych Botlichów, którzy uważają, iż stali się ofiarami manipulacji władz Dagestanu i że prawdziwe dane zostały z jakichś powodów sfałszowane. Porównanie danych statystycznych z różnych lat pozwala stwierdzić, iż użytkownicy botlichyjskiego zostali najprawdopodobniej uznani za użytkowników innego języka kaukaskiego (andyjskiego bądź też awarskiego), o ile, statystyki zostały przekłamane. Możliwe jest bowiem, iż w ciągu ostatnich lat doszło do pełnej asymilacji Botlichów, jednak przeczy temu działalność pewnej grupy osób, otwarcie deklarujących własną odrębność językową i narodowościową od innych wspólnot etnicznych Dagestanu.
Język ten nie wykształcił piśmiennictwa. Jest używany wyłącznie w sytuacjach nieformalnych, w domu, wśród przyjaciół. W charakterze języka literackiego używany jest język awarski, jako największy język literacki Dagestanu. W użyciu jest także język rosyjski. Awarski i rosyjski są językami edukacji i komunikacji ponadlokalnej. Botlichyjski jest zdecydowanie zagrożony wymarciem, ze względu na dominującą pozycję awarskiego i niewielką liczebność społeczności.
W języku botlichyjskim występuje wiele zapożyczeń leksykalnych z języka awarskiego. Dodatkowo w XX w. botlichyjski znalazł się pod silnym wpływem rosyjskiego.